# Sommer-Paralympics 2012/Teilnehmer (Mosambik)
| stlisierte Goldmedaille | stlisierte Silbermedaille | stlisierte Bronzemedaille |
| ----------------------- | ------------------------- | ------------------------- |
| —                       | —                         | —                         |

Mosambik entsandte zu den Paralympischen Sommerspielen 2012 in London zwei Sportler – eine Frau und einen Mann. Es war die erste Teilnahme des afrikanischen Landes bei paralympischen Spielen.

## Teilnehmer nach Sportart

### Leichtathletik
Frauen:
- Maria Muchavo

Männer:
- Pita Rondao Bulande